# Puerto de Luna (Nuevo México)
Puerto de Luna es un lugar designado por el censo ubicado en el condado de Guadalupe en el estado estadounidense de Nuevo México. En el Censo de 2010 tenía una población de 141 habitantes y una densidad poblacional de 3,84 personas por km².

## Geografía
Puerto de Luna se encuentra ubicado en las coordenadas 34°49′47″N 104°37′20″O / 34.82972, -104.62222. Según la Oficina del Censo de los Estados Unidos, Puerto de Luna tiene una superficie total de 36.71 km², de la cual 36.71 km² corresponden a tierra firme y (0%) 0 km² es agua.

## Demografía
Según el censo de 2010, había 141 personas residiendo en Puerto de Luna. La densidad de población era de 3,84 hab./km². De los 141 habitantes, Puerto de Luna estaba compuesto por el 80.85% blancos, el 0% eran afroamericanos, el 0.71% eran amerindios, el 0% eran asiáticos, el 0% eran isleños del Pacífico, el 16.31% eran de otras razas y el 2.13% pertenecían a dos o más razas. Del total de la población el 75.89% eran hispanos o latinos de cualquier raza.